# 湯川純平
湯川 純平（ゆかわ じゅんぺい、1996年4月24日 - ）は、ジャパンラグビーリーグワンリコーブラックラムズ東京に所属するラグビー選手。

## プロフィール
- 奈良県上牧町出身[1]。
- ポジションはフランカー(FL)。
- 身長 183 cm、体重 94 kg

## 略歴
2015年、御所実業高校卒業後、大東文化大学に入学。
2018年、大東文化大学ラグビー部の副主将に就任した。
2019年、大東文化大学卒業後、リコーブラックラムズ(現・リコーブラックラムズ東京)に加入。
2022年1月9日に行われたJAPAN RUGBY LEAGUE ONE第1節NTTドコモレッドハリケーンズ大阪戦にて途中出場で公式戦初出場を果たした。